# Heinrich Raspe II.

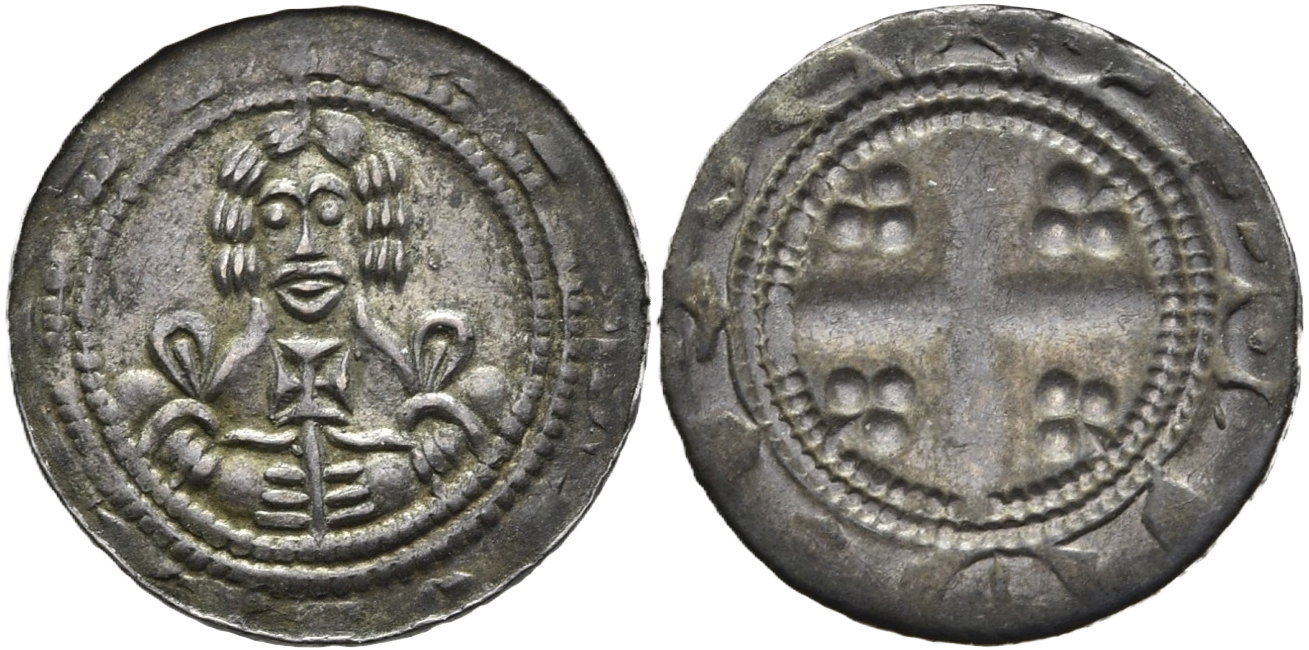
Silbermünze Marburg 1130–50 (Heinrich Raspe II., einen Kreuzstab vor sich haltend; Kreuz mit Kleeblättern)

Heinrich Raspe II. (* etwa 1130; † etwa 1155/57) war ein Ludowinger und der zweite Sohn des Landgrafen von Thüringen Ludwigs I. und Hedwigs von Gudensberg, Erbtochter Graf Gisos IV. von Maden/Gudensberg.

## Leben
Sein Vater war durch die Ehe mit Hedwig und den frühen Tod deren Bruders Giso V. in den Besitz der Grafschaft Gudensberg und der anderen ausgedehnten gisonischen Ländereien und Rechte im heutigen Nord- und Mittelhessen gekommen. Heinrich wurde, wie es in der Folge im Hause der Ludowinger üblich wurde, als jüngerem Sohn des Landgrafen, die Grafschaft Gudensberg zur Verwaltung übertragen. Heinrich war Parteigänger der Staufer, da die Ludowinger sich durch die expansive Politik von Heinrich dem Löwen unter Druck gesetzt sahen.
Die Gründung des Klosters Ahnaberg durch Heinrich und seine Mutter Hedwig, etwa 1140–1148, auf Reichslehen in der Nähe des ehemals sächsischen, später fränkischen Adelshofs „Chasalla“ (von lat. „Castellum“ = Burg) an der Fulda kennzeichnete den Beginn intensiver Aktivitäten der Ludowinger im Raum Kassel. Schon sehr bald wurde die bei dem Kloster liegende kleine Siedlung, zusammen mit dem Stift und dem Adelshof, ummauert und zur „civitas“ erhoben. Sie erhielt 1189 die Stadtrechte und um 1200 die eigene Gerichtsbarkeit und wurde 1277, unter Heinrich I., an Stelle von Gudensberg Hauptresidenz der aus dem hessischen Teil des Ludowinger Erbes entstandenen Landgrafschaft Hessen.
Unter Heinrich Raspe II. wurden mit großer Wahrscheinlichkeit auch die Burgen in Marburg und Gudensberg erneuert und ausgebaut.